# Шинкаренко Ігор Вадимович
І́гор Вади́мович Шинкаре́нко (1994—06.03.2022) — старший лейтенант Збройних Сил України, учасник російсько-української війни, який загинув під час російського вторгнення в Україну.

## Життєпис
Народився 1994 року в м. Тростянці Охтирського району Сумської області. Мешкав у м. Харків.
Здобув освіту вчителя іноземної мови, соціального педагога та практичного психолога. Пройшов курси військової підготовки у Харківському національному університеті Повітряних Сил ім. Івана Кожедуба. 2013 року пішов на військову службу за контрактом — до Повітряних Сил ЗСУ.
Старший лейтенант, командир стартового взводу стартової батареї 3021 зенітного ракетного дивізіону 302 зенітного ракетного Харківського полку ЗСУ. Брав участь у боях з агресором у ході відбиття російського вторгнення в Україну.
Згідно з повідомленням Богодухівської міської ради, військовослужбовець загинув 6 березня 2022 року внаслідок авіаудару ворожої авіації (місце — не уточнено).
Без Ігоря лишилися мама, брати і сестра.

## Нагороди
- орден «За мужність» III ступеня (2022, посмертно) — за особисту мужність і самовіддані дії, виявлені у захисті державного суверенітету та територіальної цілісності України, вірність військовій присязі[3].